# IC 2267
IC 2267 је спирална галаксија у сазвјежђу Рак која се налази на листи објеката дубоког неба у Индекс каталогу.
Деклинација објекта је + 24° 44' 10" а ректасцензија 8h 18m 1,5s. Привидна величина (магнитуда) објекта IC 2267 износи 14,3 а фотографска магнитуда 15,0. IC 2267 је још познат и под ознакама UGC 4315, MCG 4-20-16, CGCG 119-36, KUG 0815+248, PGC 23266.